# Rhynchospora cephalotes
Rhynchospora cephalotes är en halvgräsart som först beskrevs av Carl von Linné, och fick sitt nu gällande namn av Vahl. Rhynchospora cephalotes ingår i släktet småag, och familjen halvgräs. Inga underarter finns listade i Catalogue of Life.